# Schloß Laudon
Schloß Laudon är ett slott i Österrike.   Det ligger i  förbundslandet Wien, i den östra delen av landet, 12 km väster om huvudstaden Wien. Schloß Laudon ligger 245 meter över havet.
Terrängen runt Schloß Laudon är varierad. Schloß Laudon ligger nere i en dal. Runt Schloß Laudon är det mycket tätbefolkat, med 3 134 invånare per kvadratkilometer.. Närmaste större samhälle är Wien, 11,5 km öster om Schloß Laudon. 
I omgivningarna runt Schloß Laudon växer i huvudsak blandskog.